# Čestná medaile prezidenta Islandu
Čestná medaile prezidenta Islandu (islandsky Heiðurspeningur forseta Íslands) je státní vyznamenání Islandu založené roku 1954. Založil ji prezident Islandu Ásgeir Ásgeirsson. Udílena je občanům Islandu i cizím státním příslušníkům za služby úřadujícímu prezidentu Islandu.

## Insignie
Medaile má kulatý tvar. Na přední straně je vyobrazen Ingolfur Arnarson, který je považován za prvního trvale usedlého obyvatele Islandu. Ingolfur Arnarson stojí na přídi drakkaru. Po obvodu je nápis  HEIÐURSPENINGUR FORSETA ÍSLANDS. Na zadní straně je státní znak Islandu.
Stuha je modrá. Medaile se nosí nalevo na hrudi.